# خیابان سبز ۳: هرگز عقب‌نشینی نکن
خیابان سبز ۳: هرگز عقب‌نشینی نکن (به انگلیسی: Green Street 3: Never Back Down) (همچنین شناخته شده با عنوان خیابان سبز ۳ و اراذل و اوباش خیابان سبز ۳: زیرزمین) عنوان یک فیلم سینمایی رزمی و اکشن به کارگردانی جسی وی. جانسون محصول سال ۲۰۱۳ کشور انگلستان که ادامه‌ای برای فیلم خیابان سبز ۲: روی پایت بایست می‌باشد.

## خلاصه داستان
این فیلم داستان مردی به نام دنی را روایت می‌کند که رهبر و رئیس سابق یک شرکت مطرح در انگلستان بوده‌است. او در خیابان گریسن استریت پیامی دریافت می‌کند که خبر مرگ برادرش را توسط افرادی چاقوکش و ناشناس به او اطلاع می‌دهد. اکنون دنی قصد دارد انتقام برادرش را بگیرد.